# Земли
Земли (пол. Zemły) — село в Польщі, у гміні Мокободи Седлецького повіту Мазовецького воєводства.
Населення — 40 осіб (2011).
У 1975-1998 роках село належало до Седлецького воєводства.

## Демографія
Демографічна структура станом на 31 березня 2011 року:
|          | Загалом | Допрацездатний вік | Працездатний вік | Постпрацездатний вік |
| -------- | ------- | ------------------ | ---------------- | -------------------- |
| Чоловіки | 23      | 3                  | 18               | 2                    |
| Жінки    | 17      | 5                  | 8                | 4                    |
| Разом    | 40      | 8                  | 26               | 6                    |